# Usini
Usini település Olaszországban, Szardínia régióban, Sassari megyében. Lakosainak száma 4213 fő (2023. január 1.). Usini Ittiri, Ossi, Sassari, Tissi és Uri községekkel határos.

## Népesség
A település lakossága az elmúlt években az alábbi módon változott:
| Lakosok száma | 4369 | 4362 | 4213 |
|               | 2017 | 2018 | 2023 |